# Deportação
A deportação é o processo de remoção de um estrangeiro do território de um Estado para o território de outro Estado. A definição em concreto muda dependendo do lugar e contexto, mutando também ao longo do tempo.
Este artigo considera a deportação como o afastamento de uma pessoa em estatuto ilegal do território de um Estado, como definido pelo Conselho da Europa, distinguindo-se assim da expulsão (afastamento de um estrangeiro ou apátrida em situação regular).

## História
Apesar da perseguição de certos grupos étnicos, o movimento de pessoas entre estados até à época moderna era relativamente livre. É apenas em finais do século XIX que os Estados Unidos da América começam a designar imigrantes "desejados" e "indesejados", levando ao nascimento da imigração ilegal e à subsequente deportação de imigrantes quando encontrados em situação irregular. Já no século XX, o controlo da imigração começou a tornar-se uma prática comum noutras partes do globo. Em 1901, a Austrália aprovou a Lei de Restrição à Imigração, ao abrigo da qual os imigrantes podiam ser convidados a fazer um teste de ditado. Para passarem no teste, tinham de escrever 50 palavras numa língua europeia à escolha do funcionário da imigração, resultando que na prática fosse simples chumbar um candidato "indesejado", levando à sua deportação. Em 1905, o Reino Unido aprova a sua própria lei de controlo de imigrantes e possível deportação e mais se seguiram.
O controlo de imigrantes foi completamente globalizado depois da Primeira Guerra Mundial, com o surgimento do passaporte, promovido pela Liga das Nações. Desde aí, só o governo dos Estados Unidos já deportou mais de 55 milhões de imigrantes, a maioria dos quais provenientes da América Latina, e a União Europeia deporta centenas de milhares todos os anos.